# Duane Stephenson
Duane Stephenson (nascido em c.1976)  é um cantor de reggae jamaicano. Duane, lançou três álbuns pela VP Records e trabalha principalmente no gênero roots reggae.

## Carreira
Nascido em Kingston, Stephenson foi vocalista da banda To Isis por dez anos antes de gravar como artista solo a partir de 2005.  Ele começou a lançar discos solo em 2005, começando com o single "24 Hours" em 2005. Ele assinou contrato com a VP Records, que lançou seu primeiro álbum, From August Town, em 2007.  O álbum foi incluído no "Six Essential Albums Heralding Roots Rock's Resurgence" da Billboard em 2008, com Patricia Meschino comentando sobre os "vocais lindamente matizados e letras sinceras" do álbum.  Ele passou a se apresentar no Reggae Sumfest e excursionou com Dean Fraser, tocando em todo o Caribe, Estados Unidos e Europa.
Seu segundo álbum, Black Gold, foi lançado em 2010. No mesmo ano ele excursionou com The Wailers Band em sua turnê pelos Estados Unidos e América do Sul, depois de gravar a música anti-fome "A Step For Mankind" com a banda para o álbum Solutions for Dreamers: Season 3, lançado para fundos para Programa Mundial de Alimentos das Nações Unidas.
Em janeiro de 2014 ele lançou Rebel Salute.
O terceiro álbum Dangerously Roots: Journey from August Town foi gravado ao longo de dois anos e lançado em setembro de 2014.  O álbum inclui uma versão cover de "Cool Runnings", de Bunny Wailer, que foi lançada como single.   Artistas convidados do álbum incluem Tarrus Riley, Lutan Fyah e I-Octane .  Dangerously Roots entrou na parada Billboard Top Reggae Albums no número 6 e subiu para o número 4.
O quarto álbum de Stephenson, Exile to Jedi, foi lançado pela VP Records em fevereiro de 2019.

## Discografia

### Álbuns de estúdio
- De August Town (2007), VP
- Ouro Negro (2010), vice-presidente
- Dangerously Roots: Journey from August Town (2014), VP

### EP
- Soon As We Rise (2014), Kingston Songs

### Canções
- "24 Horas" (2005), Sem dúvida
- "Fairy Tale"/"August Town" (2007), Cannon Production
- "Mais do que palavras" (2008), Jamplificado
- "Você não está sozinho" (2008), Ritmo de Vida
- "Chorando" (2009), Sem dúvida
- "Você é muito ruim" (2011), Penthouse
- "Don't Let Him" (2013), Penthouse - com Exco Levi
- "Rasta Para I" (2014)
- "Cool Runnings" (2014), vice-presidente
- "Play That Song" (2018), VP